# Louis Nicolas (missionnaire)
Cet article concerne le missionnaire français du XVIIe siècle. Pour le résistant et Compagnon de la Libération français, voir Louis Nicolas (militaire).
Louis Nicolas, né le 15 août 1634 à Aubenas, Vivarais (France) et décédé vraisemblablement en juillet 1682, est un missionnaire français au Nouvelle-France (Canada). Excellent ethnologue il a laissé des écrits importants sur les peuples autochtones d'Amérique du Nord.

## Biographie
Entré dans la Compagnie de Jésus à Toulouse en 1654, Louis Nicolas arrive en Nouvelle-France en 1664, sur le même bateau que Jeanne Mance. N’étant pas encore prêtre il doit se mettre aux études de théologie à la résidence de Sillery, près de Québec. Il ne semble pas s'y être beaucoup intéressé. Par ailleurs fasciné par la culture, et les mœurs des Amérindiens de Nouvelle-France il fait deux voyages parmi les Algonquins en 1665 et 1666. En 1667 il établit le contact avec d’autres nations autochtones, les Outaouais, Hurons, Illinois et autres.
Chaque fois il en ramène des dessins et descriptions détaillées de ce qu’il a observé. Ethnologue passionné il néglige le travail missionnaire et cela lui cause des problèmes avec ses supérieurs religieux. Le père Allouez le ramène à Québec. Il est de retour en France en 1675, sans doute par ordre de ses supérieurs.
S’estimant mécompris Louis Nicolas quitte la Compagnie de Jésus en 1678 et passe au clergé séculier. On perd sa trace par après mais il laisse des écrits importants : une Grammaire algonquine, et, surtout, une Histoire Naturelle des Indes Occidentales, les deux ouvrages étant restés à l'état de manuscrit. Ce n’en sont pas moins des textes capitaux sur la faune, la flore et les nations indigènes de Nouvelle-France (Canada). Louis Nicolas avait toujours rêvé d'illustrer les différents peuples, faune et flore canadiens à partir des dessins du Codex canadiensis dont on croit bien qu'il est l'auteur.
Louis Nicolas serait mort (en France) en juillet 1682.